# Karl Semper

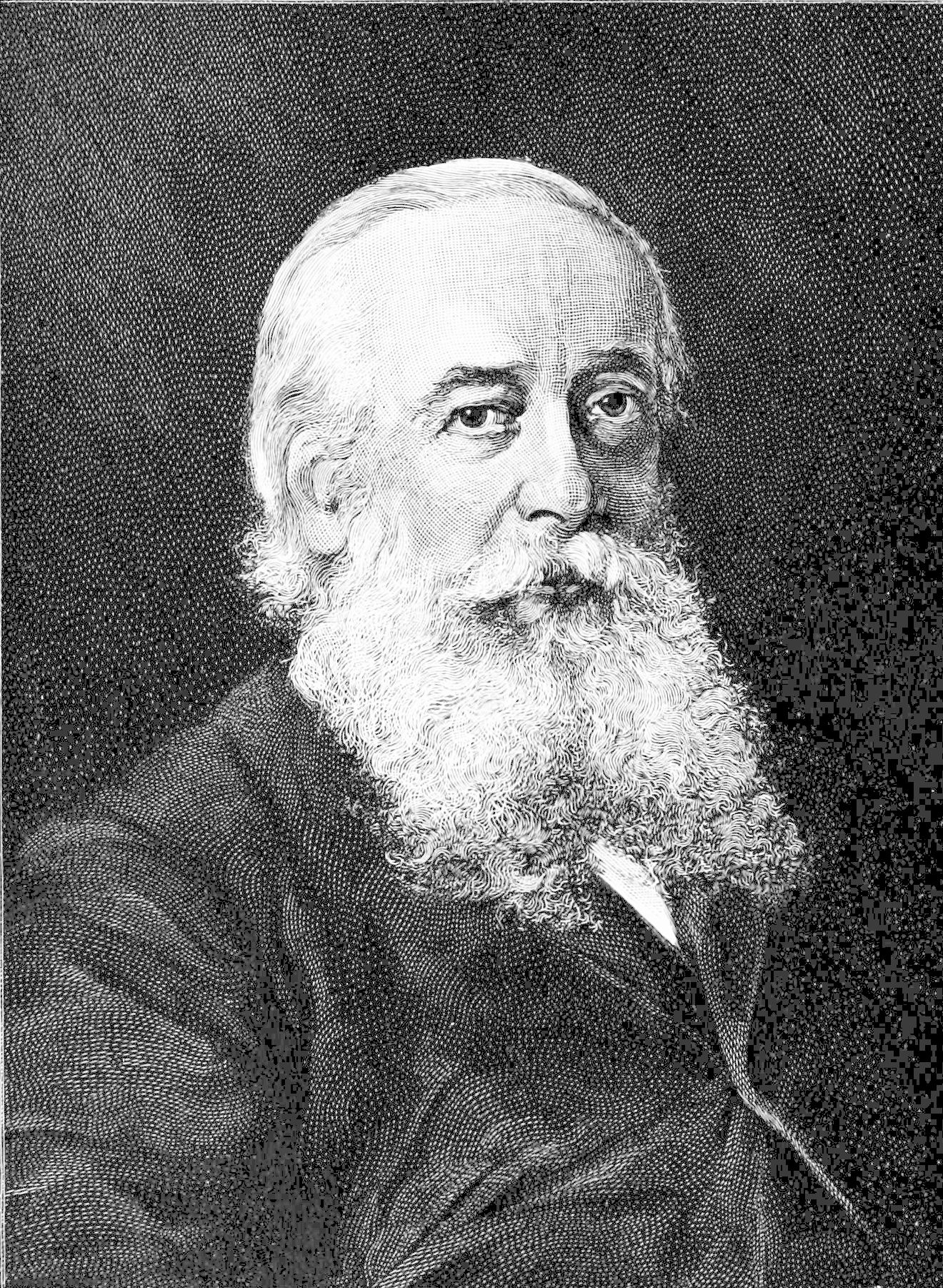
Karl Semper

Karl Gottfried Semper oder Carl Semper (* 6. Juli 1832 in Altona; † 29. Mai 1893 in Würzburg) war ein deutscher Naturforscher, Zoologe und Forschungsreisender. Er war der Neffe des berühmten Architekten Gottfried Semper.

## Leben
Karl Semper war ein Sohn des Fabrikanten Johann Karl Semper (* 14. März 1796 in Hamburg; † 5. Februar 1881 in Altona) und dessen erster Ehefrau Elisabeth Semper, geborene Heyne (* 6. April 1803 in Altona; † 2. Oktober 1834 ebenda). Aus dieser Ehe stammte der Bruder Otto Semper. Aus der zweiten Ehe des Vaters mit Louise Semper, geborene Reincke (* 1. Februar 1811 in Altona; † 28. April 1877 ebenda), kamen der Stiefbruder Georg Semper, die Stiefschwester Johanna Marie (1845–1918), die 1878 den Philosophen Richard Avenarius heiratete, sowie der Stiefbruder Carl August (1849–1915) hinzu.
Semper studierte an der Technischen Hochschule in Hannover, wo er 1852 Mitglied des Corps Visurgia wurde. Als Zoologe und Ethnograph bereiste er 1859/64 die Philippinen und die Palauinseln und kehrte im November 1865 über Hongkong, Saigon und Ceylon nach Europa zurück.
Im Jahr 1866 habilitierte er sich an der Universität Würzburg in Zoologie und wurde dort 1868 auch Professor der Zoologie und vergleichenden Anatomie. Die Universität Würzburg hatte sich bei der Besetzung des zoologischen Lehrstuhl für Semper entschieden und nicht für Ernst Haeckel, da ihr dessen Ansichten zu provokativ waren. Verdient machte er sich namentlich durch zahlreiche Studien über die in den Tropen lebenden niederen Tiere, die er durch seinen langjährigen Aufenthalt in der Südsee kennengelernt hatte.
Semper hatte am 13. April 1863 in Manila die Hamburgerin Anna Herrmann (* 28. Oktober 1826; † 25. August 1909) geheiratet. Die Ehe blieb kinderlos. Anna Semper hat einige wissenschaftliche Zeichnungen angefertigt.

## Ehrungen
Semper war ab 1870 korrespondierendes Mitglied der Griechischen philologischen Gesellschaft in Konstantinopel. 1891 wurde er in die Deutsche Akademie der Naturforscher Leopoldina aufgenommen.

## Schriften (Auswahl)
- Reisen im Archipel der Philippinen. 1. Teil 1867; 2. Teil in 10 Bänden 1868–1906, Digitalisat. (Diese umfangreiche Arbeit, die auch noch nach dem Tode Carl Sempers fortgesetzt wurde, enthält Arbeiten u. a. von Rudolph Bergh (1824–1909) (Malacologische Untersuchungen), Wilhelm Kobelt (Die Deckelschnecken), Johannes Govertus de Man, C. Bülow und Emil Selenka (Die Sipunculiden, eine systematische Monographie) und Carl Semper (Die Tagfalter und Die Nachtfalter).)
- Die Philippinen und ihre Bewohner. A. Stuber, Würzburg 1869, S. 148 (Digitalisat und Volltext im Deutschen Textarchiv).
- Die Palau-Inseln im Stillen Ocean. Reiseerlebnisse. F.A. Brockhaus, Leipzig 1873, urn:nbn:de:bvb:12-bsb11159406-9.
- Die Verwandtschaftsbeziehungen der gegliederten Thiere, Band 1 Stahel'sche Kunst- und Buchhandlung, Würzburg 1875, Band 2, Mauke's Söhne, Hamburg 1876,
- Der Haeckelismus in der Zoologie. 2. Auflage. Mauke's Söhne, Hamburg 1876 (Digitalisat – ein Vortrag).
- Über die Aufgabe der modernen Thiergeographie. Ein im geographischen Verein zu Frankfurt a/M. im October 1878 gehaltener Vortrag. Carl Habel, Berlin 1879, S. 32, urn:nbn:de:hbz:061:1-542356.
- Die natürlichen Existenzbedingungen der Thiere. F.A. Brockhaus, Leipzig 1880 (2 Teile).
- Mein Amsel-Prozeß, die Amsel-Fanatiker und der Vogelschutz. J. Staudinger, Würzburg 1880, S. 68 (digitale-sammlungen.de).
- als Mitherausgeber 1869–1895: Archiv für Anthropologie Zeitschrift für Naturgeschichte und Urgeschichte des Menschen; Organ der Deutschen Gesellschaft für Anthropologie, Ethnologie und Urgeschichte, Braunschweig.